# Naucler à queue fourchue
Elanoides forficatus
Genre
Espèce
Statut de conservation UICN

 LC  : Préoccupation mineure
Statut CITES
Le Naucler à queue fourchue ou Milan à queue fourchue (Elanoides forficatus, hybridation (du grec ἐλανος / élanos (« milan ») et εἰδος / èidos (« apparence, semblable à »)) et du latin forficatus (« en forme de ciseaux »), pour la forme de la queue) est une espèce de rapaces diurnes appartenant à la famille des Accipitridae.

## Étymologie
L’origine du terme Naucler, utilisé par les ornithologues francophones pour désigner cette espèce et que l’on retrouve également dans le nom d’une espèce africaine, l’Élanion naucler, remonte à 1825. Cette année-là, le zoologiste irlandais Nicholas Aylward Vigors publie un article dans lequel il décrit cette espèce, justifiant sa décision de la classer dans un nouveau genre : Nauclerus. Ce terme latin peut se traduire par « capitaine de navire » ou « maître de navigation ». Vigors explique que la longueur remarquable de la queue fourchue de ces oiseaux leur permet de manœuvrer et de naviguer dans les airs comme les marins à voile sur la mer. D’où l’attribution en français de ce nom devenu Naucler. Malgré la disparition de ce terme dans la nomenclature officielle mondiale, il subsiste en français.

## Sous-espèces
D'après la classification de référence (version 14.1, 2024) de l'Union internationale des ornithologues, le Naucler à queue fourchue possède 2 sous-espèces (ordre philogénique) :
- Elanoides forficatus forficatus (Linnaeus, 1758) : du sud-est des États-Unis, nord et est du Mexique ;
- Elanoides forficatus yetapa (Vieillot, 1818) : du sud du Mexique au nord de l'Argentine.

E. f. yetapa est un peu moins grande que la sous-espèce nominale. Le terme yetapa vient du nom « güira yetapá » dans la langue guarani du Paraguay,  signifiant « oiseau ciseau », en référence à la forme de sa queue et à la présence de cette espèce dans ce pays.

## Répartition et migration
E. f. forficatus vit en Louisiane et dans les basses terres côtières du sud-est des États-Unis, Caroline du Sud et surtout Floride. L’espèce migre au nord de l’Amérique du Sud pour l’hivernage, en prenant deux directions privilégiées, l’une qui survole Cuba et l’autre qui se dirige d’abord vers la péninsule du Yucatán pour y faire étape.

E. f. yetapa vit dans le Sud du Mexique sauf dans la péninsule du Yucatán, en Amérique Centrale sauf au Salvador, et en grande majorité en Amérique du Sud (est du Pérou, Bolivie, Paraguay, Nord de l’Argentine) où l’espèce est sédentaire. On en trouve aussi des populations dispersées aux Antilles. Les populations du Mexique et d’ Amérique Centrale migrent en Amérique du Sud pour hiverner tandis que celles des régions tempérées de l’hémisphère sud migrent vers le nord pour l’hiver.

## Description
La caractéristique la plus notable du Naucler à queue fourchue est la longue queue profondément fourchue semblable à celle  d'une hirondelle. À part la taille légèrement supérieure de la femelle, les adultes des deux sexes ont la même apparence : la tête, relativement petite, le cou et toute la partie inférieure du corps sont blancs. Le dos, les ailes et la queue sont noirs iridescents à l’exception de quelques plumes blanches au bas du dos. En vol, les ailes paraissent nettement noires et blanches, les tectrices blanches recouvrant partiellement les rémiges noires. L’iris est doré et le bec noir.
Les juvéniles sont semblables aux adultes mais de couleur plus terne, avec des stries grises sur la tête et le ventre et une queue plus courte avec l’extrémité blanche.
L’adulte mesure entre 50 et 70 cm avec une envergure de 1,10 à 1,35 m, d’une extrémité à l’autre des ailes. Le poids moyen du mâle se situe autour de 440 g tandis que celui de la femelle est de 420 g environ, bien qu’elle soit plus grande.

## Habitats
Le Naucler à queue fourchue occupe des territoires très variés, marécages boisés, forêts ouvertes, rives de lacs et marais d'eau douce, savanes et prairies. Les populations sud-américaines et celles du nord, qui migrent au sud pour hiverner, recherchent les forêts tropicales humides et les forêts de nuages, vivant généralement en dessous de 1 800 m d’altitude mais pouvant se rencontrer jusqu’à 3 000 m.

## Alimentation
Le Naucler à queue fourchue possède un régime composé principalement d'insectes qu’il saisit en plein vol, mais il peut aussi consommer de petits vertébrés, y compris des grenouilles arboricoles, des lézards, des oisillons isolés dans leurs nids, des serpents et des larves de guêpes dont il nourrit aussi ses propres oisillons. Il capture ces proies en vol, dans les arbres et au sol. Il boit également en vol d'une manière similaire aux hirondelles, en frôlant la surface de l'eau.

## Comportement
Le vol du Naucler à queue fourchue est remarquable. Il utilise continuellement sa queue à la manière d’un gouvernail pour changer rapidement de direction, passant en un instant d'une trajectoire droite à un virage serré dans la recherche des insectes qu'il happe en vol, se perchant rarement pendant la journée.

Cet oiseau n’est pas particulièrement solitaire. Il n’est pas rare de voir plusieurs d’entre eux chassant ensemble en vol. Souvent, ils nichent à proximité les uns des autres et de grands rassemblements avant la migration sont observés en Floride. On peut aussi les trouver perchés par dizaines dans les arbres.

## Reproduction
Les nauclers sont monogames, au moins pour une saison de reproduction, jusqu’à la prochaine migration. Les accouplements commencent précocement, dès la fin du mois de février ou le début du mois de mars. Ils nichent généralement en petits groupes sur de grands arbres, pins ou cyprès, à une hauteur de 18 à 40 m, le long des cours d’eau. Les deux parents construisent le nid, une plate-forme de branchages et de brindilles bordée de mousse ou de lichens. Les femelles pondent généralement deux œufs par couvée. La période d’incubation dure environ 28 jours et les oisillons restent au nid entre 36 et 42 jours, parfois davantage, avant de devenir indépendants. Les nids sont réutilisés et remodelés année après année, sans que l’on sache si ce sont les mêmes adultes qui retournent au nid d’une année sur l’autre.

## Prédateurs, Menaces
On connaît peu de chose sur les prédateurs de cette espèce, mais les oisillons dans les nids sont souvent victimes de hiboux tels que le Grand-duc d'Amérique.

## Statut et protection
Cette espèce a une aire de répartition extrêmement large. Par conséquent, malgré le fait que la population tende à diminuer, celle-ci ne se rapproche pas des seuils de vulnérabilité selon le critère de la taille de la population. Pour ces raisons, le statut de l'espèce est évalué comme étant peu préoccupant. 